# Marcos Nisti
Marcos Nisti (Santos, 5 de Julho de 1963) é vice-presidente do Alana. Co-fundou a Maria Farinha Filmes em 2008 e em 2018 a produtora de realidade virtual Junglebee e a distribuidora cultural Flow. É um dos criadores, escritores e produtor executivo da série “Aruanas”, coproduzida com a Rede Globo com estreia em 2019, protagonizada por Leandra Leal, Taís Araújo e Débora Falabella.

## Biografia e trabalho
Empreendedor social e produtor de cinema e TV, Marcos Nisti é formado em Direito na UNISANTOS, com MBA em Economia do Setor Público pela FIPE/USP. Foi um dos criadores da marca Projeto Terra, pioneira no conceito de fair trade no Brasil. 
Em 2015, co-criou e desde então é vice-presidente do Alana, uma organização de impacto socioambiental que promove o direito e o desenvolvimento integral da criança e fomenta novas formas de bem viver. Está distribuída em três frentes: Instituto Alana, AlanaLab, Alana Foundation.
O Instituto Alana, uma organização da sociedade civil sem fins lucrativos, foi criado por Ana Lucia Villela em 1994 e aposta em programas que buscam a garantia de condições para a vivência plena da infância: Criança e Consumo, Criativos da Escola, Prioridade Absoluta, Espaço Alana, Criança e Natureza, Videocamp e Lunetas.
Desde 2014, Marcos Nisti é sócio do AlanaLab, núcleo de negócios do Alana, que busca transformação social por meio do investimento em empresas e iniciativas de comunicação de impacto. O núcleo participa e é sócio da Maria Farinha Filmes, da distribuidora cultural Flow e da produtora de realidade estendida Junglebee. 
Pela Maria Farinha Filmes, Marcos Nisti é produtor do filme ‘Criança, A Alma do Negócio’ (2008); ‘Muito Além do Peso’ (2012); ‘O Começo da Vida’ (2016) e ‘O Começo da Vida 2 - Lá Fora' (2020). A produtora, primeira da América Latina a receber o selo internacional B!Corp, produziu também o documentário 'Tarja Branca' (2014), 'Território do Brincar' (2015), 'Nunca Me Sonharam' (2017), a série de ficção 'Aruanas' (2019), além de co-criar e produzir as séries 'Jovens Inventores', para o Caldeirão do Huck, da Rede Globo, e 'Política Modo de Usar' para a GloboNews.
Ainda co-fundou o Alana Foundation, braço filantrópico da instituição sediado nos Estados Unidos. Criado em 2012, investe em pesquisas nas áreas de saúde, educação inclusiva e meio ambiente. Em 2019, Marcos Nisti co-fundou o Alana Down Syndrome Center com a doação de US$ 28,6 milhões ao Instituto de Tecnologia de Massachusetts (MIT) para o desenvolvimento de novas pesquisas sobre síndrome de Down.